# Kanton Montauban-de-Bretagne
Montauban-de-Bretagne is een kanton van het Franse departement Ille-et-Vilaine. Het kanton maakt deel uit van het arrondissement Rennes.

## Gemeenten
Het kanton Montauban-de-Bretagne omvatte tot 2014 de volgende 8 gemeenten:
- Boisgervilly
- La Chapelle-du-Lou
- Landujan
- Le Lou-du-Lac
- Médréac
- Montauban-de-Bretagne (hoofdplaats)
- Saint-M'Hervon
- Saint-Uniac

Bij de herindeling van de kantons door het decreet van 18 februari 2014, met uitwerking op 22 maart 2015, werden daar volgende 16 gemeenten aan toegevoegd:
- Bécherel
- Bléruais
- La Chapelle-Chaussée
- Le Crouais
- Gaël
- Irodouër
- Langan
- Miniac-sous-Bécherel
- Muel
- Quédillac
- Romillé
- Saint-Malon-sur-Mel
- Saint-Maugan
- Saint-Méen-le-Grand
- Saint-Onen-la-Chapelle
- Saint-Pern

Op 1 januari 2016 werden de gemeenten La Chapelle-du-Lou en Le Lou-du-Lac samengevoegd tot de fusiegemeente (commune nouvelle) La Chapelle du Lou du Lac.
Op 1 januari 2019 werd de gemeente Saint-M'Hervon toegevoegd aan de gemeente Montauban-de-Bretagne, die daarmee het statuut van 'commune nouvelle' kreeg.